# Scorpionoidea
Los escorpionoideos (Scorpionoidea) son una superfamilia de escorpiones que incluye muchas especies en casi todas partes del mundo, menos en las zonas polares, algunos llegan a medir hasta más de 20 centímetros.